# Wario Land II
Wario Land II, conosciuto in Giappone come Wario Land 2: Nusumareta Zaihō (ワリオランド2 盗まれた財宝?, Wario Rando Tsū: Nusumareta Zaihō, lett. "Wario Land 2: Il tesoro rubato"),  è un videogioco a piattaforme pubblicato da Nintendo per Game Boy nel 1998. È stato l'ultimo titolo first-party uscito per Game Boy, ed è stato successivamente reimplementato per sfruttare l'hardware del Game Boy Color. In questo gioco, Wario deve recuperare il suo tesoro da Capitan Melassa e dai suoi scagnozzi della Black Sugar Band (chiamati Brown Sugar Pirates nel titolo precedente) ora alleati di King Spearman, capo del popolo degli Spearman.
È il terzo episodio in cui Wario fa la sua comparsa, dopo Super Mario Land 2 (nel ruolo del boss finale) e Wario Land.

## Trama
Una mattina la piratessa Capitan Melassa e tre suoi complici (piccoli pirati muniti di lancia) entrano di soppiatto nel castello di Wario (che era il premio finale nel capitolo precedente nella saga), mentre quest'ultimo dorme. Fanno un gran caos: aprono il rubinetto gigante di scarico, lasciano una gigantesca sveglia all'interno del castello e, cosa che farà più infuriare Wario al suo risveglio, rubano 3 sacchi pieni dei tesori frutti delle sue precedenti scorribande. Al risveglio Wario corre dietro ai pirati, che intanto sono fuggiti combinando altri sabotaggi nell'isola. Alla fine Wario riuscirà a sconfiggere Capitan Melassa, a riottenere i tesori rubati e, dopo aver ricomposto una mappa dorata, a trovare il luogo dove Capitan Melassa e King Spearman, un gigantesco pirata armato di lancia, tengono il loro tesoro, e quindi arraffarglielo.

## Modalità di gioco
Anche se ambientazione di base e nemico principale sono gli stessi del titolo precedente, Wario Land II presenta una serie di caratteristiche peculiari, alcune delle quali sono dei punti di svolta rispetto all'impianto "classico" dei suoi tre predecessori. I cambiamenti principali si trovano infatti nel gameplay:
Non ci sono power-up. Le abilità di Wario cambiano, ma si tratta non di potenziamenti bensì di "danni" provocati dai nemici: alcuni di essi sono
- Bouncy Wario: è una sorta di molla che può fare salti altissimi;
- Fat Wario: Wario ingrassa, e diventa in grado di uccidere i nemici al solo tocco e di frantumare blocchi più duri;
- Hot Wario: il corpo di Wario prende fuoco, ed è in grado di incendiare tutto ciò che tocca;
- Flat Wario: il corpo di Wario si schiaccia, diventa piatto e leggerissimo, ed è in grado di planare;
- Frozen Wario: Wario resta congelato, inizia a scivolare velocissimo, e tutti i nemici che tocca restano uccisi;
- Puffy Wario: la testa di Wario si gonfia, e inizia a volare verso l'alto;
- Zombie Wario: non può saltare, ma uccide i nemici appena li tocca, e può attraversare pavimenti sottili.

Manca il meccanismo delle vite. Wario ha una vita sola, ma i nemici non possono più ucciderlo, quindi è praticamente invincibile, ma se viene colpito, arretra di diversi passi per il rinculo e perde alcune monete. I livelli sono comunque strutturati in modo che Wario si trovi spesso costretto, se non segue correttamente il percorso, a tornare indietro e quindi a ripeterne molti tratti: ad esempio i nemici sono in grado di scagliarlo indietro molto lontano, o nell'acqua ci sono correnti che lo trascinano via in parti precedenti del livello, e così via.
Il percorso ha una struttura a grafo. A differenza di Super Mario Land, in cui il percorso è lineare, o di Super Mario Land 2, in cui i livelli sono sempre sequenziali ma raggruppati in zone affrontabili con un ordine a piacere, in questo titolo è stato ampliato il concetto di "uscita segreta", per farlo diventare la base per un percorso più complesso. Alcuni livelli hanno infatti più di un'uscita, e in corrispondenza di questi punti il percorso si ramifica. Ogni ramificazione può a sua volta ramificarsi ancora, o due ramificazioni possono congiungersi, e a seconda del percorso seguito si assiste quindi a diversi "racconti" dell'avventura di Wario, e quindi a più possibili finali (in tutto sono 5). Una volta completato il percorso per la prima volta, viene messa a disposizione la mappa completa dei livelli, e il giocatore può quindi navigarvi, selezionando un livello a piacere, ed esplorare via via tutto il grafo risultante. Solo quando Wario avrà esplorato tutti i livelli, trovato tutti i tesori e recuperato tutti i frammenti della mappa dell'isola (superando un mini-gioco alla fine di ogni livello), si avrà la possibilità di affrontare il difficilissimo livello finale e sbloccare un ulteriore minigioco bonus.

## Accoglienza
Wario Land II è stato generalmente apprezzato per i suoi elementi di gameplay e per avere portato "una ventata di freschezza" sul genere piattaforma. Altri punti a favore sono i livelli ben strutturati e l'essere un'esperienza divertente. Da notare il fatto che il protagonista non può essere ucciso, una svolta nel mondo dei piattaforma.